# Храм Минервы (Ассизи)
Храм Минервы (итал. Tempio di Minerva) — древнеримское здание в городе Ассизи, расположенном в Умбрии, в центральной Италии. Ныне оно представляет собой католическую церковь Санта-Мария-сопра-Минерва (итал. Santa Maria sopra Minerva), в которую было преобразовано в 1539 году и реконструировано в барочном стиле в XVII веке.
Храм был построен в I веке до нашей эры по воле Гнея Цезия и Тита Цезия Приска, которые были двумя дуумвирами (quattuorviri) в городе и также финансировали строительство. Благодаря находке женской статуи возникло предположение о посвящении храма богине Минерве, но также был найден и камень посвящения Геркулесу, так что, возможно, храм был посвящён этому мужскому полубогу. В Средние века в храме размещался трибунал с пристроенной к нему тюрьмой, о чём свидетельствует одна из фресок Джотто ди Бондоне в Базилике Святого Франциска в Ассизи, на которой изображены церковные окна с решётками.
От древнего храма сохранился фасад с шестью коринфскими колоннами, поддерживающими архитрав и небольшой фронтон. Первоначально колонны были покрыты очень прочной штукатуркой, которая, возможно, была цветной. Целла была полностью разрушена во время строительства церкви в XVI веке, в то время как небольшая часть храма была обнаружена в XX веке рядом с алтарём.
Храм посетил и описал немецкий поэт Гёте во время своих путешествий по Италии, охарактеризовав его как первое древнее сооружение в хорошем состоянии, увиденное им при его жизни (1786).